# Świętobor Starszy
Świętobor Starszy (ur. w okr. 1100–1120, zm. przed 1168 lub 1173) – XII-wieczny możny pomorski, eponim rodu Świętoborzyców.
Znany jest z patronimiku swojego syna Warcisława oraz zapiski obituarnej w jego nekrologu kołbackim. Uważany za wnuka lub prawnuka księcia pomorskiego Świętobora, niekiedy też za jego syna oraz młodszego brata księcia Warcisława I.
Prawdopodobnie posiadał apanaż w okolicach Szczecina, gdyż jego potomkowie byli kasztelanami tego grodu oraz posiadali liczne dobra w ziemi kołbackiej.